# Förförarens dagbok
Förförarens dagbok (danska: Forførerens Dagbog) är en roman av den danske filosofen Søren Kierkegaard. Den ingår i Kierkegaards verk Antingen-eller från 1843. Den är skriven i dagboksform och handlar om den egocentriske och begåvade Johannes som dyrkar konsten att förföra en kvinna, och skriver om sin strävan att förföra den unga och föräldralösa Cordelia. Romanen gavs ut på svenska 1902.
Johannes är en variant av Don Juan-figuren; romanen börjar med ett citat ur Wolfgang Amadeus Mozarts opera Don Juan. Romanens tema är intigheten som uppstår när grundläggande värden har förlorat sin giltighet, det som senare blev känt som nihilism hos författare som Ivan Turgenjev och Friedrich Nietzsche. Cordelias sexualitet framställs som ett erbjudande om frihet, men "en frihet som arabernas i öknen".
Lasse Horne Kjældgaard skrev i Politiken 2007, när boken gavs ut i Danmark i en språkligt uppdaterad version: "Förförarens dagbok är en text med många lager, som handlar om mycket annat än raggningskonsten. Den är skriven i en tid då många av olika anledningar bekymrade sig för om den estetiska blicken på världen hade drivits för långt. Denna blick är Johannes Förföraren en genial iscensättning av, varför hans projekt heller inte går ut på att besitta Cordelia, 'men konstnärligt att njuta henne'."